# Shania Twain
Shania Twain, OC (født Eilleen Regina Edwards; 28. august 1965) er en canadisk sanger og sangskriver. Twain har solgt over 100 millioner albums, hvilket gør hende til den bedst sælgende kvindelige countrymusiker nogensinde, og blandt de bedst sælgende musikere nogensinde. Hendes succes har givet hende flere hæderstitler, inklusive "Dronningen af Countrypop".
Twains andet album, The Woman in Me (1995), blev en stor succes og solgte over 20 millioner eksemplarer på verdensplan, og gav hits som "Any Man of Mine" og vandt hende en Grammy Award. Twains tredje album blev det bedst sælgende studiealbum nogensinde i alle genre af en kvindelig kunstner og det bedst sælgende countryalbum, med omkring 40 solgte eksemplarer på verdensplan. Fra Come On Over blev der udsendt 12 singler, inklusive "You're Still the One", "From This Moment On" og "Man! I Feel Like a Woman!", og det gav Twain fire Grammy Awards. Hendes fjerde studiealbum, Up!, blev udgivet i 2002, og ligesom de foregående to albums blev det også certificeret diamant i USA med hits som "I'm Gonna Getcha Good!" og "Forever and for Always".
Twain har vundet fem Grammy Awards, 27 BMI Songwriter awards, stjerner på Canada's Walk of Fame og Hollywood Walk of Fame, og hun er blevet indskrevet i Canadian Music Hall of Fame. Hun er den eneste kvindelige kunstner nogensinde, der har haft tre på hinanden følgende albums, der blev certificeret diamant af RIAA. Twain er rangeret som den 10. bedst sælgende kunstner på Nielsen SoundScan era.
I 2004 trak Twain sig tilbage fra at optræde og flyttede til Schweiz. I sin selvbiografi beskrev hun, at det var en svigtende sangstemme, der var årsagen til, at hun ikke ønskede at optræde offentligt. Da både hendes sangstemme og tale blev påvirket konsulterede hun Vanderbilt Dayani Center i Nashville. Specialister opdagede læsioner på hendes stemmebånd, og hun blev diagnosticeret med dysfoni, hvilket hun tilskriver borreliose, der kan behandles. I 2012 vendte Twain tilbage til koncertscenen med hendes anmelderroste show Still the One, der blev opført på The Colosseum at Caesars Palace. I 2015 begyndte Twain atter at turnere med, hvad der blev annonceret som hendes afskedsturne. Rock This Country Tour blev startet i 5. juni 2015 i Seattle, Washington, og stoppede oprindeligt i Fresno, Californien den 23. august men den blev forlænget til at inkluderer yderligere datoer og sluttede den 27. oktober 2015 i Kelowna, British Columbia, Canada. Now, der er Twains femte studiealbum og det første i 15 år, blev udgivet i 2017.
Shania Twain er blevet skilt fra sin ægtefælle og producer Robert John "Mutt" Lange. Det tidligere par har sønnen Eja (2001) sammen.

## Diskografi
- Shania Twain (1993)
- The Woman in Me (1995)
- Come On Over (1997)
- Up! (2002)
- Now (2017)
- Queen of Me (2023)

## Turneer og shows
- Triple Play Tour (1993; med John Brannen og Toby Keith)
- Come On Over Tour (1998–1999)
- Up! Tour (2003–2004)
- Shania: Still the One (2012–2014)
- Rock This Country Tour (2015)[13]
- Now Tour (2018)